# Franz Andenmatten
Franz Andenmatten (Saas-Almagell, 1823 - Saas-Almagell, 1883) foi um alpinista e guia de alta montanha suíço.

## Biografia
Originário do pequeno burgo do cantão do Valais, Franz Andenmatten foi considerado como um guia duro, Usava um piolet de dimensões extraordinárias que o tinha tornado célebre.
Entre os seus clientes destaca-se Leslie Stephen.

## Ascensões
- 1854 - Primeira ascensão do Strahlhorn com Christopher Smyth, Ulrich Lauener e Edmund J. Grenville, 15 de agosto
- 1856 - Primeira do Lagginhorn com Edward, L. Ames e Johann Josef Imseng, 26 de agosto
- 1856 - Primeira de Allalinhorn com Edward, L. Ames e Johann Josef Imseng, 28 de agosto
- 1858 - Primeira do Nadelhorn com B. Epiney, Aloys Supersaxo e J. Zimmermann, 16 de setembro
- 1866 - Primeira da aresta S-O do Piz Bernina, com Francis Fox Tuckett, F. A. Y. Browne e Christian Almer, 23 de junho
- 1873 - Tentativa do Grand Dru com Clinton Thomas Dent e Alexander Burgener